# ZAKSA Kędzierzyn-Koźle
O ZAKSA Kędzierzyn-Koźle, cujo acrónimo ZAKSA significa Zakłady Azotowe Kędzierzyn Spółka akcyjna, é um time de voleibol masculino polonês da cidade de Kędzierzyn-Koźle, da voivodia de Opole. Atualmente o clube disputa a PlusLiga, a primeira divisão do campeonato polonês.

## Histórico
Em 8 de março de 1994 a história do voleibol em Kędzierzyn começou a ser reescrita. Kazimierz Pietrzyk, membro do conselho e chefe da secção de voleibol da MKS Chemik em Kędzierzyn, e diretor da filial da Mostostal Zabrze em Kędzierzyn-Koźle, registrou um novo clube chamado KS "Mostostal-Zabrze" em Kędzierzyn-Koźle, abreviado como Mostostal-Z. Pietrzyk se tornou presidente do clube, ficando a frente da presidência até 2012. Já na primeira temporada, os jogadores de voleibol de Kędzierzyn-Koźle foram promovidos à principal liga de voleibol masculina do país.
Em 1997, com "Papkin" Mostostal conquistou a primeira medalha do campeonato polonês: a prata e a final da Copa da Polônia foram o prelúdio de novos sucessos.
Em 1997, o clube de Kędzierzyn-Koźle, depois de passar apenas 2 anos na primeira divisão, estava perto de conquistar seu primeiro campeonato, perdendo na final para o AZS Częstochowa. Ambos os clubes competiam pelos troféus nacionais mais altos quase todas as temporadas, o que resultou em uma rivalidade de longa data nos próximos anos.
Em 1998, Mostostal ZA Kędzierzyn liderado por Jan Such pela primeira vez na história do clube ganhou seu primeiro campeonato, derrotando Morze Bałtyk Szczecin na partida decisiva realizada em Kędzierzyn-Koźle.
Em 1998, o clube mudou seu nome para Mostostal Azoty Kędzierzyn-Koźle. Na temporada seguinte, embora Mostostal tenha chegado à final da liga, o clube não conseguiu defender o campeonato e teve que creditar a superioridade do AZS Częstochowa. Na mesma temporada, a equipe também estreou na Liga dos Campeões da Europa, na qual o Mostostal terminou em último do seu grupo e não avançou para as semifinais. Após essa temporada, Jan Such deixou a equipe de Kędzierzyn-Koźle e foi substituído por Waldemar Wspaniały, com quem conquistou o título do Campeonato Polonês quatro vezes e a Copa da Polônia duas vezes, se despedindo do clube em 2004. No cenário internacional, o clube chegou as semifinais da Liga dos Campeões de 2001–02 e conseguiu o terceiro lugar na edição de 2003, realizada em Milão, derrotando o francês Paris Volley.
A temporada de 2007–08 trouxe muitas mudanças no voleibol em Kędzierzyn-Koźle com o Grupa Azoty, tornando-se o principal acionista do clube e, ao mesmo tempo, salvando o clube da falência. A equipe começou a temporada com o novo nome de ZAKSA Kędzierzyn-Koźle.
Em 2011, após um nova restruturação do clube, a equipe do ZAKSA conquistou o vice-campeonato da Copa CEV de 2010–11 após ser superado em casa, no jogo de volta, para o italiano Sisley Volley, por 15–11 no golden set.
Nas 6 temporadas subsequentes, o clube foi bicampeão do Campeonato Polonês e da Copa da Polônia. Fez sua estreia mundial ao disputar o Campeonato Mundial de Clubes de 2017. Sendo o clube anfitrião do torneio, a equipe de Kędzierzyn-Koźle ficou na terceira colocação do seu grupo na fase classificatória e terminou a competição na quinta colocação geral.

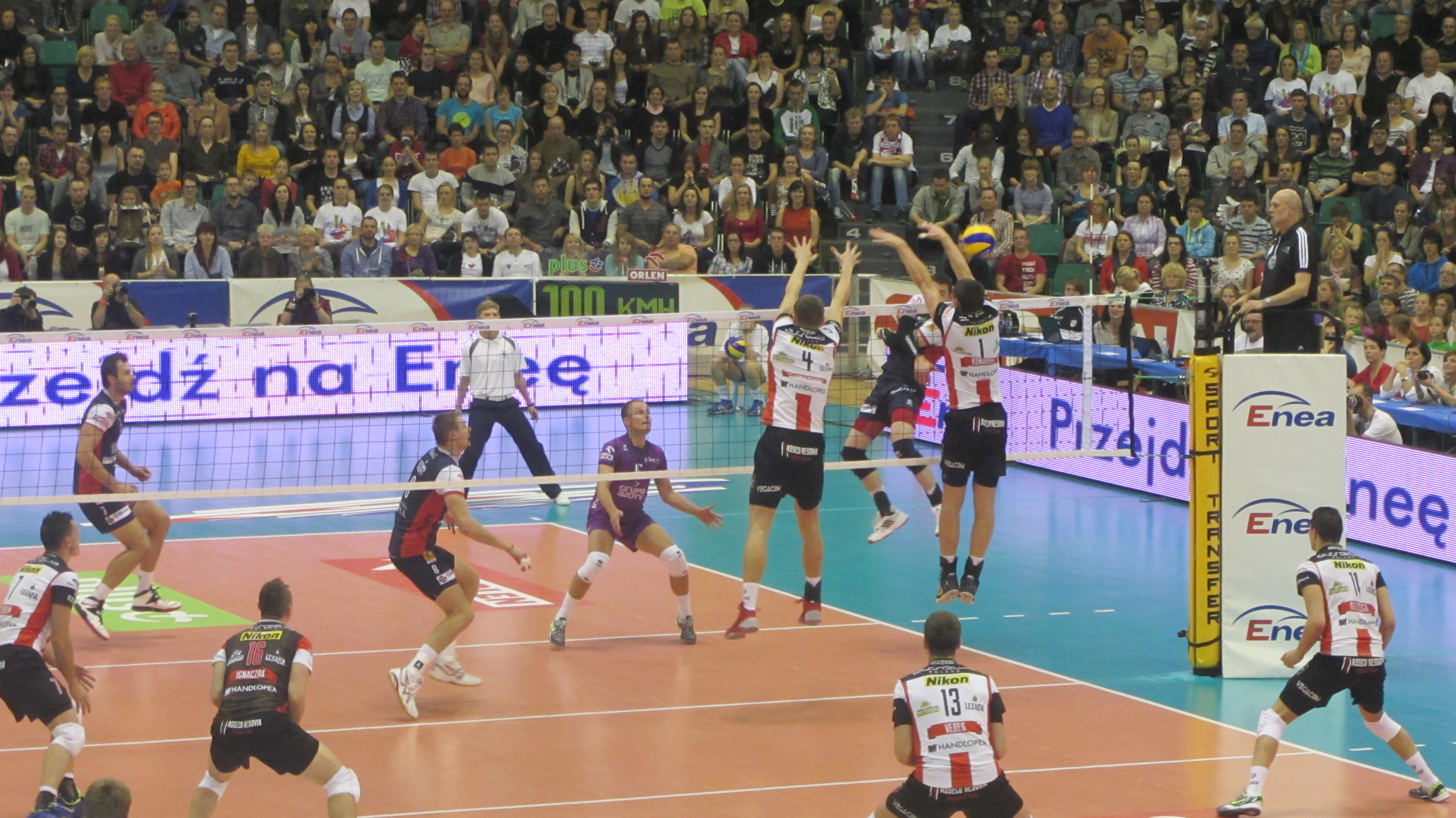
Disputa da Supercopa Polonesa de 2013 contra o Asseco Resovia Rzeszów na Arena Poznań.

Em 2021, após alcançar a inédita final da Liga dos Campeões da Europa vencendo o italiano Cucine Lube Civitanova e o russo Zenit Kazan, ambos no golden set, pelas semifinais, o clube polonês encarou na final o tricampeão italiano Trentino Volley, fechando a partida em 3 sets a 1. Na edição de 2022, o clube alcançou novamente a fase final da Liga dos Campeões da Europa. Devido aos confrontos armados entre Rússia e Ucrânia no mesmo ano, a Confederação Europeia de Voleibol decidiu banir os clubes russos de suas competições; devido ao fato, a equipe do ZAKSA, que enfrentaria o Dynamo Moscow pelas quartas de final, avançou automaticamente para as semifinais. Após vencer o compatriota Jastrzębski Węgiel nas duas partidas das semifinais, a equipe de Kędzierzyn-Koźle encarou e venceu novamente o italiano Trentino, vencendo desta vez pelo placar de 3–0.

## Títulos

### Internacionais
Liga dos Campeões
- Campeão: 2020–21, 2021–22, 2022–23
- Terceiro lugar: 2002–03

 Copa CEV
- Vice-campeão: 2010–11
- Terceiro lugar: 2014–15

 Copa Challenge
- Terceiro lugar: 1999–00

### Nacionais
Campeonato Polonês
- Campeão: 1997–98, 1999–00, 2000–01, 2001–02, 2002–03, 2015–16, 2016–17, 2018–19, 2021–22
- Vice-campeão: 1996–97, 1998–99, 2010–11, 2012–13, 2017–18, 2020–21, 2022–23
- Terceiro lugar: 2011–12

 Copa da Polônia
- Campeão: 1999–00, 2000–01, 2001–02, 2012–13, 2013–14, 2016–17, 2018–19, 2020–21, 2021–22, 2022–23
- Vice-campeão: 1996–97, 2010–11, 2015–16

 Supercopa Polonesa
- Campeão: 2019, 2020, 2023
- Vice-campeão: 2013, 2014, 2017, 2021, 2022

## Elenco atual
Elenco da temporada 2023–24.
| Camisa                    | Nome               | Altura (m) | Posição    |
| ------------------------- | ------------------ | ---------- | ---------- |
| 2                         | Łukasz Kaczmarek   | 2,04       | Oposto     |
| 3                         | Jakub Wierciński   | 1,98       | Levantador |
| 4                         | Przemysław Stępień | 1,85       | Levantador |
| 5                         | Marcin Janusz      | 1,95       | Levantador |
| 7                         | Twan Wiltenburg    | 2,04       | Central    |
| 8                         | Adrian Staszewski  | 1,96       | Ponteiro   |
| 10                        | Bartosz Bednorz    | 2,01       | Ponteiro   |
| 11                        | Aleksander Śliwka  | 1,98       | Ponteiro   |
| 12                        | Andreas Takvam     | 2,01       | Central    |
| 15                        | David Smith        | 2,02       | Central    |
| 19                        | Dmytro Pashytskyy  | 2,05       | Central    |
| 21                        | Wojciech Żaliński  | 1,95       | Ponteiro   |
| 22                        | Erik Shoji         | 1,84       | Líbero     |
| 71                        | Korneliusz Banach  | 1,80       | Líbero     |
| 99                        | Daniel Chițigoi    | 2,03       | Ponteiro   |
| Técnico: Tuomas Sammelvuo |                    |            |            |